# 弓削浄人
弓削 浄人（ゆげ の きよひと）は、奈良時代の公卿。名は清人とも記される。氏姓は弓削連のち弓削宿禰、弓削御浄朝臣。道鏡の弟。官位は従二位・大納言。

## 経歴
淳仁朝末の天平宝字8年（764年）7月に宿禰姓を賜与される。
同年9月の藤原仲麻呂の乱を経て、兄の道鏡が朝政の実権を掌握すると、従八位上から一挙に十五階の昇叙により従四位下に昇進、氏姓を弓削御浄朝臣に改め、衛門督に任ぜられる。
天平神護元年（765年）正月に乱での功労により勲三等を与えられる。同年中に従四位上・参議として公卿に列すると、翌天平神護2年（766年）には正三位・中納言、その後も神護景雲元年（767年）に内豎卿を兼ね、同2年（768年）大納言、同3年（769年）従二位と道鏡政権下で急速に昇進を果たした。同年大宰帥に任じられると大宰主神・中臣習宜阿曾麻呂と共に、道鏡を皇位に就けることが神意に適う旨の宇佐八幡宮の神託を奏上し、いわゆる「宇佐八幡宮神託事件」を引き起こした。
宝亀元年（770年）称徳天皇の崩御により道鏡と共に失脚し、弓削姓（無姓）に戻された上、3人の子と共に土佐国への流罪となった。
桓武朝初頭の天応元年（781年）に赦免され、本国である河内国に戻ったが、再度平城京に入ることは許されなかった。

## 官歴
注記のないものは『六国史』による。
- 時期不詳：従八位上。授刀少志
- 天平宝字8年（764年） 7月6日：連姓から宿禰姓に改姓。9月11日：従四位下（越階）、弓削宿禰姓から弓削御浄朝臣姓に改姓。日付不詳：衛門督。10月20日：兼上総守
- 天平神護元年（765年） 正月7日：勲三等。2月2日：従四位上。日付不詳：参議[3]
- 時期不詳：従三位
- 天平神護2年（766年） 10月20日：正三位、中納言
- 天平神護3年（767年） 7月10日：内豎卿
- 神護景雲2年（768年） 2月18日：大納言。11月13日：兼大宰帥。11月29日：検校兵庫将軍
- 神護景雲3年（769年） 10月30日：従二位
- 神護景雲4年（770年） 8月22日：土佐国へ流罪
- 天応元年（781年） 6月18日：宥罪放還本郷

## 系譜
- 父：不詳
- 母：不詳
- 生母不詳の子女
  - 男子：弓削広方[1]
  - 男子：弓削広田[1]
  - 男子：弓削広津[1]